# 미사일 유도

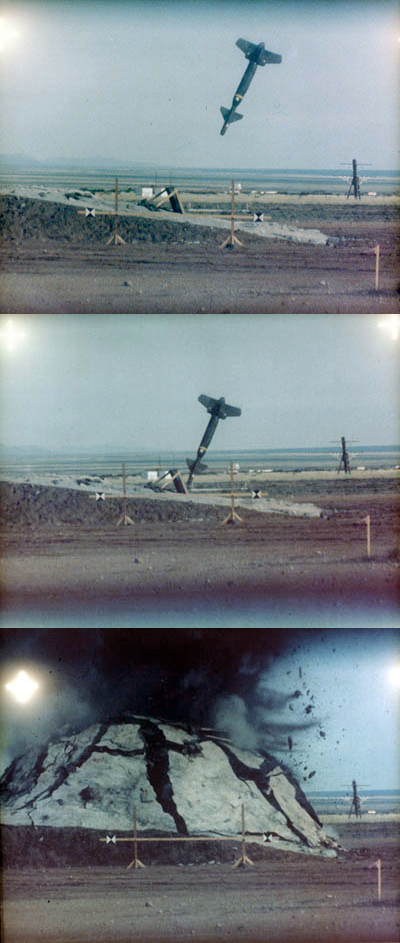
유도 폭탄이 연습 목표를 공격한다.

미사일 유도는 미사일이나 유도 폭탄을 목표물로 유도하는 것을 뜻한다. 미사일의 표적 정확도는 중요한 요소이다. 미사일 유도는 Pg (Probability of Guidance)를 개선하여 정확도를 향상시킨다.
미사일과 유도 폭탄은 일반적으로 유사한 유형의 유도 시스템을 사용하는데, 차이점은 미사일이 탑재 엔진으로 구동되는 반면 유도 폭탄은 추진을 위해 발사기의 속도와 높이에 의존한다는 점이다.

## 역사
미사일 유도는 적어도 제1차 세계 대전 초기에 비행기 폭탄을 표적에 원격으로 유도한다는 아이디어에서 시작되었다.
제2차 세계 대전에서 유도 미사일은 독일 보복무기 프로그램의 일부로 처음 개발되었다. B.F. 스키너는 비둘기가 미사일을 유도하는 시스템을 개발하려고 하였다.

## 같이 보기
- 대항조치
- 전자전
- 미사일 목록
- 근접 센서